# 215th Street
215th Street è una fermata della metropolitana di New York situata sulla linea IRT Broadway-Seventh Avenue. Nel 2019 è stata utilizzata da 527 505 passeggeri. È servita dalla linea 1, attiva 24 ore su 24.

## Storia
La stazione fu aperta il 12 marzo 1906. Venne ristrutturata nel 1990.

## Strutture e impianti
La stazione è posta su un viadotto al di sopra di Tenth Avenue, ha due banchine laterali e tre binari, i due esterni per i treni locali e quello centrale per i treni espressi. Ognuna delle due banchine è dotata di un gruppo di tornelli con due scale per il piano stradale che portano all'incrocio con 215th Street.

## Interscambi
La stazione è servita da alcune autolinee gestite da NYCT Bus.
- Fermata autobus